# Munsons Corners
Munsons Corners est une census-designated place du comté de Cortland, dans l'État de New York, aux États-Unis,. En 2020, elle compte une population de 2 814 habitants.